# Tsuyoshi Nakao
Tsuyoshi Nakao (中尾 剛 Nakao Tsuyoshi?), född 29 maj 1983 i Kagoshima prefektur, är en japansk före detta fotbollsspelare.
Nakao började sin karriär 2002 i Ventforet Kofu. Han avslutade karriären 2002.